# Halopyrum mucronatum
Halopyrum mucronatum är en gräsart som först beskrevs av Carl von Linné, och fick sitt nu gällande namn av Otto Stapf. Halopyrum mucronatum ingår i släktet Halopyrum och familjen gräs. Inga underarter finns listade i Catalogue of Life.